# Nogometni klub Jadran Poreč
Il Nogometni klub Jadran Poreč, meglio noto come Jadran Poreč, è una società calcistica di Parenzo (Poreč in croato), una città nell'Istria in Croazia.
Fondata nel 1948, nella stagione 2020–21 milita nella Treća HNL, terza divisione della federazione calcistica della Croazia.

## Storia
Il club viene fondato il 6 settembre 1948 come sezione calcistica della Gimnastičkog društva Jadran dal giocatore di pallamano Lujo Györy. Nel 1953 la sezione calcistica diviene autonoma ed il primo presidente è Mario Guetti.
Il primo presidente è A. Malpera, la prima partita viene disputata, sempre nel 1948, contro la guarnigione JNA di Pola. Nel 1949 entra nelle competizioni ufficiali della Jugoslavia. Nel 1965 passa dal campionato regionale dell'Istria ad uno dei quattro interregionali della Repubblica Socialista di Croazia (la Riječko-pulska zona), vinta nel 1976 con annessa promozione nella Hrvatska republička liga, ove milita per un totale di 6 stagioni. Dopo la dissoluzione della Jugoslavia entra a far parte del sistema calcistico in Croazia e partecipa a tre campionati della Druga HNL professionistica fra il 1998 ed il 2001. Vince più volte la Kup Nogometnog saveza Županije Istarske (la coppa della regione istriana).

## Palmarès

### Competizioni regionali
- Treća nogometna liga: 1

2015-2016 (girone Ovest)

## Strutture

### Stadio
Il club disputa le partite casalinghe allo Stadion Veli Jože, un impianto con una capienza di 2000 posti.